# Cerro Cangrejo
Cerro Cangrejo är en ort i Mexiko.   Den ligger i kommunen San Juan Bautista Valle Nacional och delstaten Oaxaca, i den sydöstra delen av landet, 300 km sydost om huvudstaden Mexico City. Cerro Cangrejo ligger 713 meter över havet och antalet invånare är 165.
Terrängen runt Cerro Cangrejo är varierad. Runt Cerro Cangrejo är det ganska glesbefolkat, med 47 invånare per kvadratkilometer. Närmaste större samhälle är San Juan Bautista Valle Nacional, 3,6 km sydost om Cerro Cangrejo. I omgivningarna runt Cerro Cangrejo växer i huvudsak städsegrön lövskog.